# 사정 (동오)
사정(謝旌, ? ~ ?)은 중국 삼국 시대 오나라의 무장이다.

## 생애
건안(建安) 24년(219년), 육손(陸遜)의 지휘 아래 촉나라의 관우(關羽)를 물리치고 형주(荊州)를 침공했다. 이이(李異)와 함께 3000명의 군사를 이끌고 촉군을 공격해 첨안(詹晏)·등보(鄧輔)·곽목(郭睦) 등을 무찌르고 진봉(陳鳳)을 사로잡았으며, 육손의 지휘 아래 문포(文布)·등개(鄧凱) 등도 격파히였다.

## 《삼국지연의》 속 사정
황초(黃初) 2년(221년), 관우의 복수를 이유로 쳐들어온 유비에 맞서 의도에서 손환의 부하로 이이·담웅(譚雄)과 함께 장포(張苞)와 30합을 겨루지만 이기지 못하고 패주한다. 다음날, 손환을 지키기 위해 장포와 싸우려 하지만 단번에 죽었다.